# ⑬カラフルキャラクター
『⑬カラフルキャラクター』（じゅうさんカラフルキャラクター）は、2012年9月12日にアップフロントワークス（zetimaレーベル）から発売されたモーニング娘。の13枚目のオリジナルアルバムである。

## 概要
初回生産限定盤と通常盤の2形態で発売。初回生産限定盤はCD+DVD、通常盤はCDのみ。通常盤の初回仕様にはフォトカードが封入されている。また、通常盤購入者特典では抽選で350名が『モーニング娘。誕生15周年記念コンサートツアー2012秋 〜カラフルキャラクター〜』公開リハーサル（ゲネプロ）に招待された。
10期メンバー（飯窪春菜・石田亜佑美・佐藤優樹・工藤遥）初参加アルバム。10人体制でのアルバムだが、「ピョコピョコ ウルトラ」「恋愛ハンター」は新垣里沙・光井愛佳在籍時（12人体制）の曲である。また、田中れいなは本作が参加ラストアルバムとなった。
テーマは「地球の叫び声」、コンセプトは「10人の顔が見えるアルバム」。

## 収録曲

### CD
- 全作詞・作曲：つんく / プロデュース：つんく♂

1. One・Two・Three [4:25]
  - 編曲：大久保薫

50thシングル。
2. What's Up? 愛はどうなのよ〜 [5:20]
  - Rapアレンジ：U.M.E.D.Y. / 編曲：平田祥一郎

11期メンバーオーディションの合宿（3次審査）のダンス課題曲[4]。
3. Be Alive [5:29]
  - 編曲：大久保薫

11期メンバーオーディションの合宿（3次審査）の歌唱課題曲[4]。
スローテンポに始まり、1番のサビからテンポアップする構成。つんくは当初、全編バラード調にするか、もしくはアップテンポに統一するか悩んでいたという[4]。
NHK BSプレミアムで放送された『モーニング娘。55スペシャル!』では、番組の最後にモーニング娘。'14[5]として同曲が披露された。
4. ラララのピピピ / 道重さゆみ [4:42]
  - 編曲：大久保薫

「ラララのピピピ」は仮タイトルだったがそのまま正式タイトルになった。歌詞の内容は現実の道重を反映させたという[4]。
5. ドッカ〜ン カプリッチオ [3:09]
  - 編曲：大久保薫

「ライブで爆発する曲」という想定で作られ、本作収録曲の中では最後に完成した[4]。
6. The 摩天楼ショー [5:16]
  - 編曲：鈴木俊介

50thシングル。
7. ゼロから始まる青春 [5:07]
  - 編曲：AKIRA
8. 恋愛ハンター [4:43]
  - 編曲：平田祥一郎

49thシングル。
9. 地球が泣いている [5:12]
  - 編曲：平田祥一郎
10. 涙一滴 / 田中れいな [4:13]
  - 編曲：江上浩太郎
11. 笑って! YOU / 譜久村聖・生田衣梨奈・鞘師里保・鈴木香音・飯窪春菜・石田亜佑美・佐藤優樹・工藤遥 [4:25]
  - 編曲：鈴木俊介
12. ピョコピョコ ウルトラ [4:57]
  - 編曲：平田祥一郎

48thシングル。

### 初回生産限定盤付属DVD
1. モーニング娘。プロフィールムービー
（道重さゆみ・田中れいな・譜久村聖・生田衣梨奈・鞘師里保・鈴木香音・飯窪春菜・石田亜佑美・佐藤優樹・工藤遥）
2. アルバムジャケット撮影メイキング

特典映像
1. モーニング娘。コンサートツアー2012春 〜ウルトラスマート〜　2012.5.6 中野サンプラザ 速攻USBより
（怪傑ポジティブA・My Way 〜女子校花道〜）

## 参加メンバー
- 5期：新垣里沙
- 6期：道重さゆみ・田中れいな
- 8期：光井愛佳
- 9期：譜久村聖・生田衣梨奈・鞘師里保・鈴木香音
- 10期：飯窪春菜・石田亜佑美・佐藤優樹・工藤遥

## 参加ミュージシャン
- モーニング娘。：Chorus (#1)
  - 新垣里沙：Chorus (#12)
  - 道重さゆみ：Chorus (#4, #8, #12)
  - 譜久村聖：Chorus (#8)
  - 鞘師里保：Chorus (#5, #8, #9, #11)
- つんく♂：Chorus (#1, #6)
- 大久保薫：Keyboard (#1, #3 - #5), Programming (#1, #3 - #5)
- CHINO：Chorus (#1 - #3, #5 - #7, #10 - #12)
- 平田祥一郎：Programming (#2, #8, #9, #12)
- 鎌田こーじ：Guitar (#2, #3, #9)
- U.M.E.D.Y.：Rap (#2), Voice (#9)
- T3's：Voice (#5, #9)
- 鈴木俊介：Programming (#6, #11), Guitar (#6, #11)
- 竹内浩明：Chorus (#6, #8, #9, #11)
- AKIRA：Programming (#7), Chorus (#7, #10)
- 江上浩太郎：Programming (#10)